# Biblioteca Pública Arús
La Biblioteca Pública Arús (BPA), situada al passeig de Sant Joan, 26 de Barcelona, és un centre de recerca especialitzat en moviments socials contemporanis i producció bibliogràfica del segle xix i inicis del xx: moviment obrer, anarquisme i francmaçoneria.

## Història
En el seu testament, Rossend Arús i Arderiu (1844-1891) nomenà com a marmessors Valentí Almirall i Antoni Farnés, amb l'encàrrec de disposar dels seus béns per a la creació d'una biblioteca per a la instrucció del poble treballador, en el pis on ell havia viscut. La reforma va ser encarregada a Bonaventura Bassegoda i Amigó, amb Pere Bassegoda i Mateu com a mestre d'obres; la decoració va anar a càrrec de Josep Lluís Pellicer. També hi col·laboraren els artistes i artesans: Manuel Fuxà (escultor), Lluís Razzauti (reproduccions escultòriques en bronze), Joan Sunyol (ebenista), Tomàs Torrents (pintor i decorador), Lluís Nogués (marbrista), Coll i Escofet (vidres), Fill d'Ignasi Damians (foneria de metalls), i Joaquim Cortada (gravador de metalls). Així, la biblioteca, ja amb el nom de Biblioteca Pública Arús, va obrir el 24 de març del 1895.

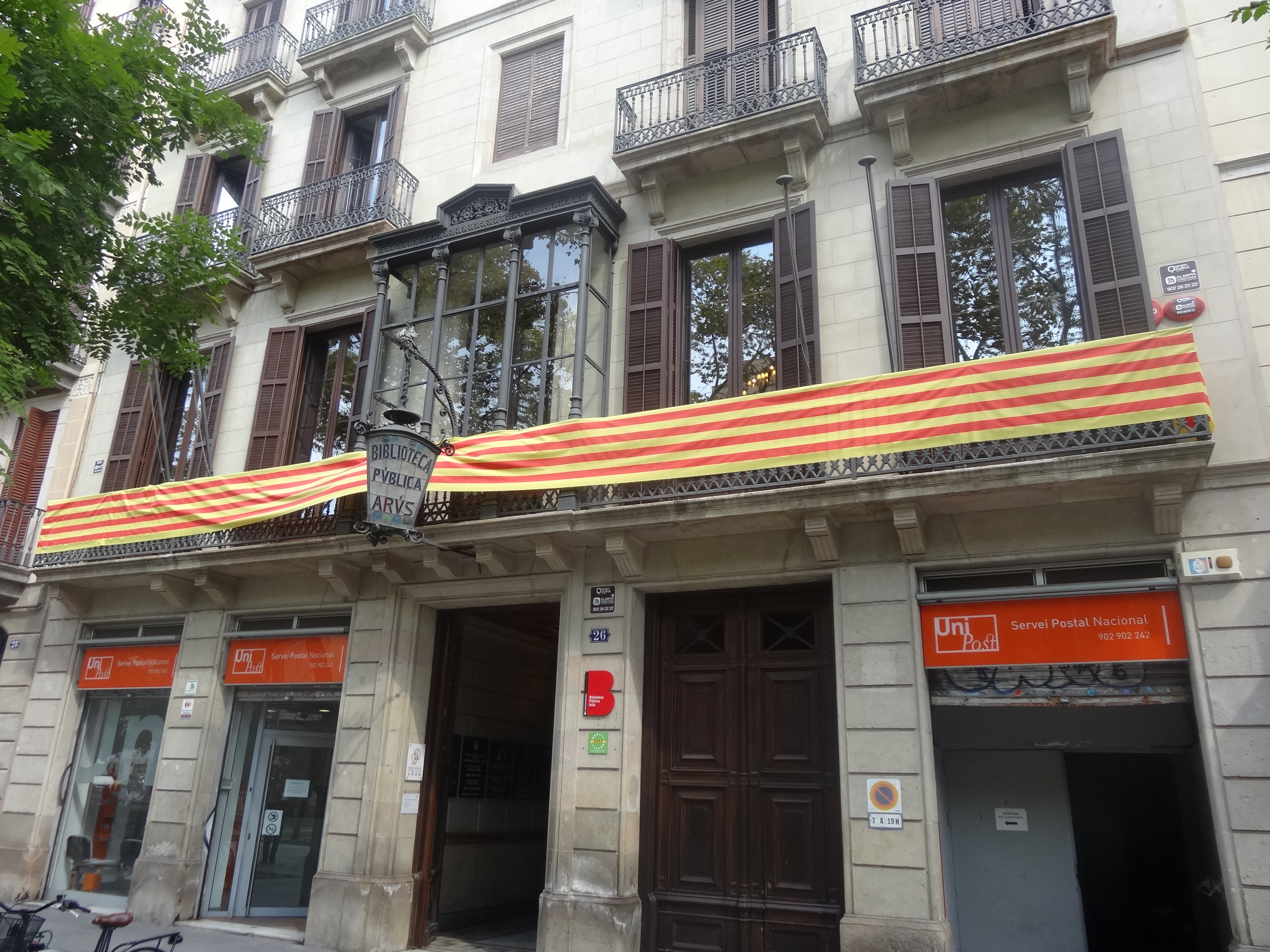
Façana de l'edifici, amb la balconada de la biblioteca

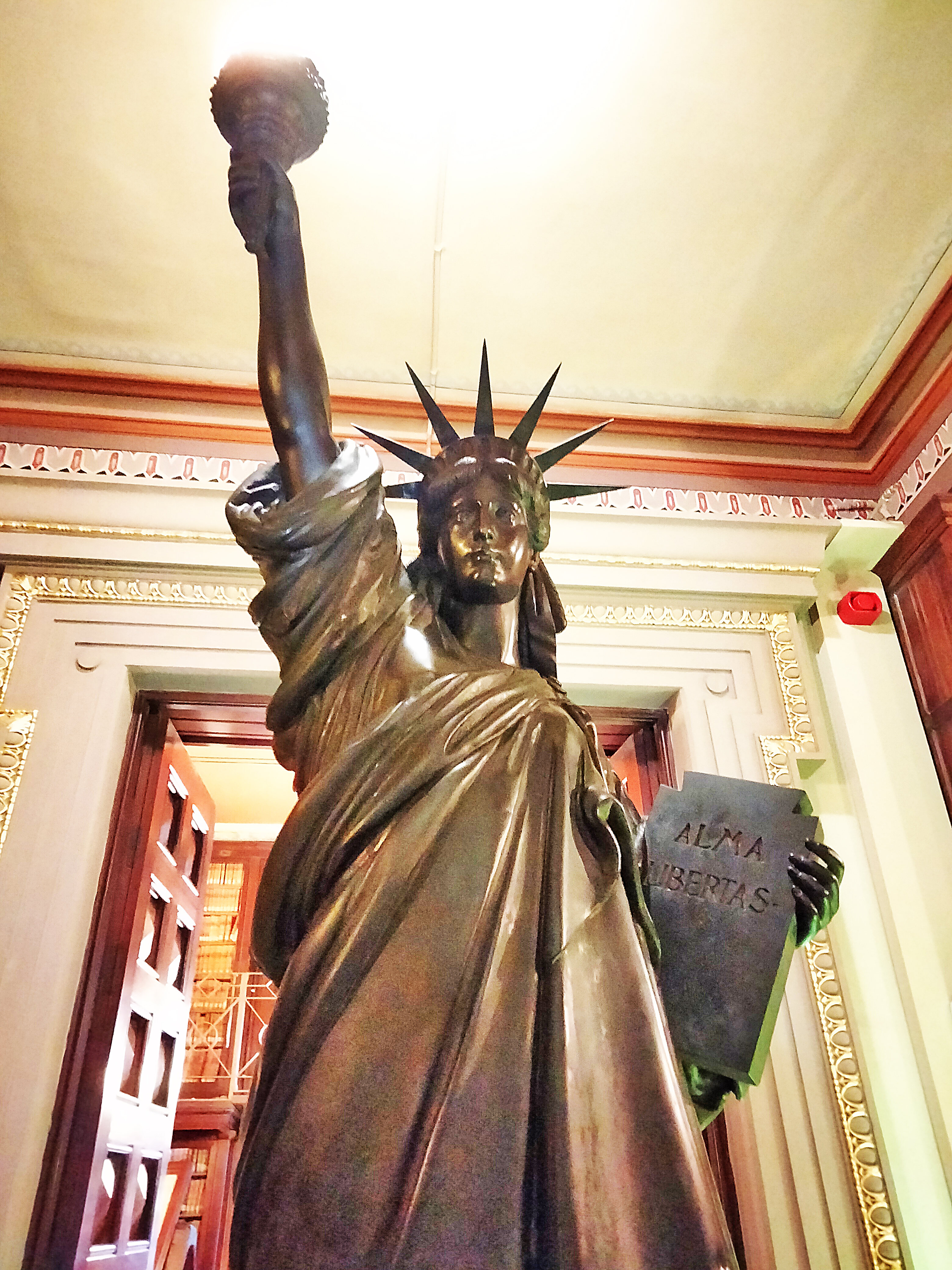
Estàtua de la Llibertat, al vestíbul de la biblioteca

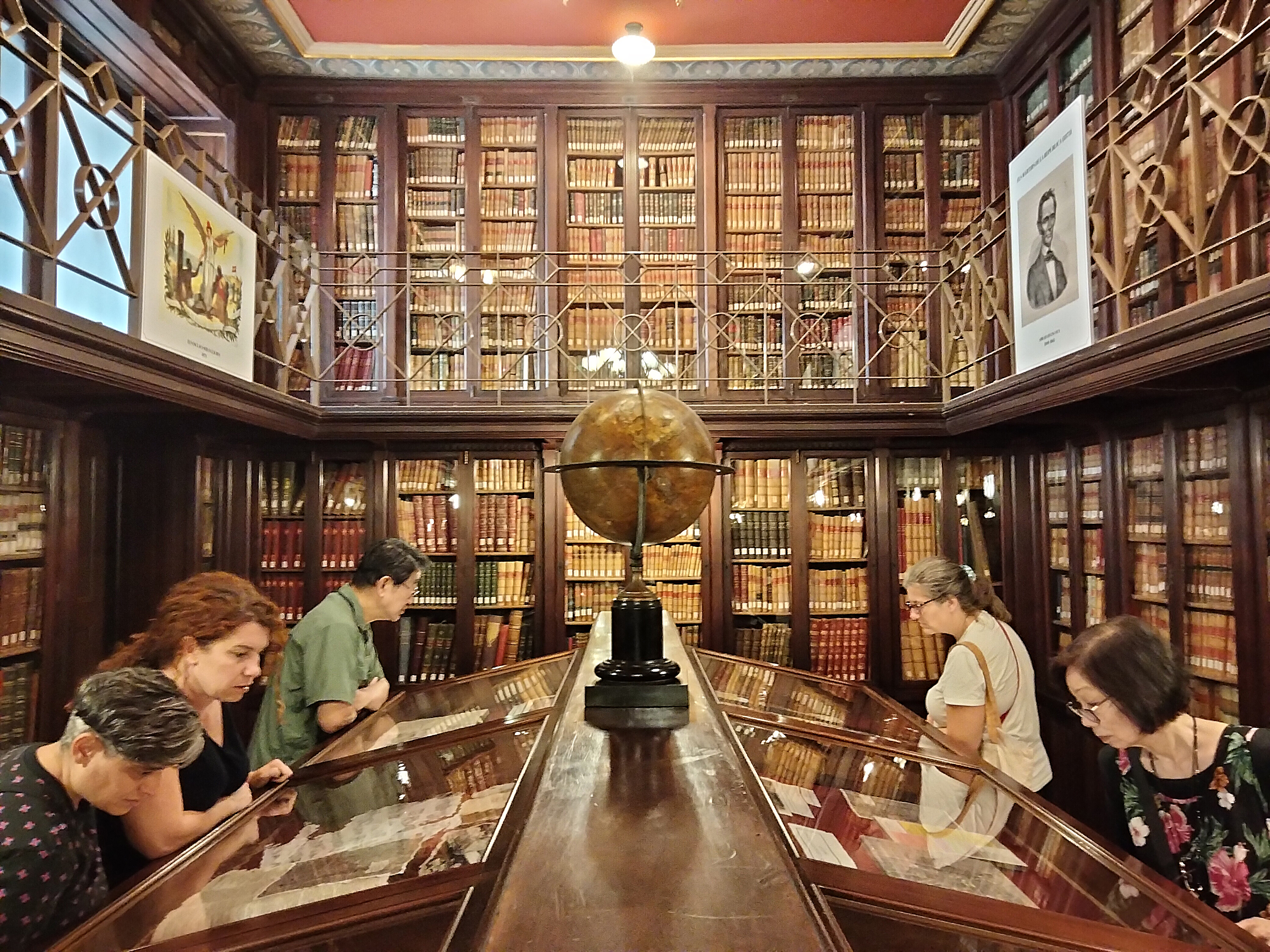
Sala amb les vitrines d'exposició

Fins al 1922, el director bibliotecari va ser Eudald Canivell. A partir d'aleshores, ho va ser l'escriptor Josep Buixadé fins a la seva mort el 1939. Aleshores, la Biblioteca es va tancar al públic i no va tornar a obrir fins a l'any 1967. Després n'han estat bibliotecàries Marta Algueró (1967), Paquita Ferrer (1973), Carme Illa (1974), Adoració Pérez (1990) i Maribel Giner (1991). El 1988, quan Maria Aurèlia Capmany era regidora de Cultura, l'Ajuntament de Barcelona va fer-se'n càrrec i la va tancar gairebé tres anys per fer-hi reformes. Es va tornar a obrir el 1991, coincidint amb el centenari de la mort del filantrop.

## Edifici
És del tercer quart del segle xix, amb trets eclecticistes en la utilització d'ordres clàssics en l'escalinata, els elements romanticistes en la façana i les influències orientals en les decoracions de la biblioteca. Està inclòs a l'Inventari del Patrimoni Arquitectònic de Catalunya.
Consta de planta baixa, principal i tres pisos. La façana té una composició simètrica d'obertures de cinc eixos verticals. La planta baixa disposa d'obertures rectangulars, la del mig fa d'entrada pública i només es diferencia de les altres per un senzill emmarcament. El principal disposa de balconeres que obren a un balcó corregut i la resta de les plantes tenen balcons individuals. El parament està fet amb revestiment de morter, figurant carreus disposats regularment. Els emmarcaments són de pedra de Montjuïc i cal destacar el delicat treball de ferro forjat utilitzat per crear la decoració de les baranes, i sobretot la galeria de ferro i vidre que apareix al centre del balcó corregut del pis principal pel seu paper de focalitzador de l'atenció visual i compositiva. El fanal de ferro forjat amb vidres emplomats de colors que hi sobresurt com a reclam de la biblioteca està inclòs a l'inventari dels Petits paisatges de Barcelona.
La coberta és plana amb terrat, del qual surt un àtic prudencialment retirat de la façana. El perímetre del coronament es soluciona amb un ampit d'obra amb balustrada. La cornisa té motllurat classicista i uns peculiars permòdols amb tríglifs en posició horitzontal diferenciant-se de la tradicional posició vertical. Aquests descansen sobre uns tríglifs verticals delimitats per motllures.
El recorregut s'inicia des de la mateixa porta d'accés amb la zona de vestíbul i continua amb una escala monumental, flanquejada per columnes jòniques de marbre que suporten un sostre arquitravat reticular que deixa passar la llum del cel obert a través de vidres. Aquesta escalinata, també de marbre, està rodejada per un tancament de fusteria amb vidre que permet veure la biblioteca a mesura que es puja al pis principal. Una estàtua de la Llibertat de bronze, rèplica en petit de la de Nova York, fa de final de perspectiva. La seva simbologia és «la cultura il·luminant el món» i potser també reflecteix uns ideals que agradarien a Catalunya respecte al moment que es vivia als Estats Units d'Amèrica: progrés, estats federats, etc.
El pis principal alberga la Biblioteca Pública Arús, amb un interiorisme integral que engloba revestiments, mobiliari, il·luminació i peces artístiques en un conjunt harmònic. La seqüència d'espais que hi ha a dins és lineal; es dirigeix primer cap al fons de la parcel·la, travessant les sales per després tornar endarrere. La zona de consulta està formada per una sala de lectura, una de vitrines i un passadís que envolta l'escalinata que per les dimensions i transparència forma en sí una tercera sala. Hi ha altres espais d'ús restringit que completen la planta. Tots els espais públics tenen les parets revestides de prestatges amb llibres. El mobiliari està fet de fusta de caoba i arriba al sostre per maximitzar l'emmagatzematge de volums. La sala del fons disposa de finestres continues perimetrals que hi aporten llum natural. La sala intermèdia té un petit balcó perimetral per facilitat l'accés als llibres amb baranes lleugeres metàl·liques.
Cal destacar els detalls del sostre arquitravat de la sala dels fons, que inclou sanefes amb relleus de guix daurats inspirats en cultures orientals. Al mig apareix un fanal profusament ornat format per una columna de fusta i braços de bronze que suporten sis llums de vidre translúcid.

## Fons
El fons inicial, donat pels seus responsables més directes (Rossend Arús, Valentí Almirall, Eudald Canivell, etc.) era d'uns 24.000 volums, que comprenien totes les àrees del coneixement d'aquell moment: filosofia, religió, ciències socials, dret, idiomes, biologia, botànica, medicina, art, música, literatura, geografia i història, a més d'obres generals com diccionaris, premsa, etc.
Actualment, té uns 69.000 volums, entre revistes i llibres, els quals s'han anat completant gràcies a les donacions d'entitats i particulars: Diego Abad de Santillán, Apel·les Mestres, Víctor Balaguer, Joaquim Miret, Antoni Torrents i Monner, Josep Maria Vallès i Ribot (1.463 volums), l'artista Ferran Torras, Francesc Carreras i Candi, Marià Faura, Pere Estasen, Ramon-Enric Bassegoda i Amigó, Frederic Rahola, l'exalcalde de Madrid Enrique Tierno Galván, etc.